# کل مرداب
کل مرداب (نام علمی: Tragelaphus spekii) نام یک گونه از سرده بزآهو است.